# Eastview Acres
Eastview Acres est une localité désignée située dans la province d'Alberta, dans le sud.